# Maxwell Yalden
Maxwell Freeman Yalden, CC (12 avril 1930 - 9 février 2015) était un fonctionnaire et un diplomate canadien.

## Biographie
Né à Toronto, en Ontario, il a obtenu un baccalauréat ès arts de l'Université de Toronto en 1952, une maîtrise ès arts en 1954 et un doctorat en 1956 de l'Université du Michigan. Il a commencé à travailler au ministère des affaires étrangères en 1956.
Il a été le deuxième commissaire aux langues officielles du Canada de 1977 à 1984. Puis, il a été ambassadeur du Canada en Belgique et au Luxembourg de 1984 à 1987. De 1987 à 1996, il a été commissaire en chef de la Commission canadienne des droits de la personne. En 1996, il a été nommé pour un mandat de quatre ans à la Commission des droits de l'homme des Nations Unies. Il a été réélu pour un second mandat en 2000.
En 1988, il fut nommé officier de l'Ordre du Canada, obtenu le titre de Compagnon en 1999. En 1998, il a reçu un doctorat honorifique en droit de l'Université Carleton.
Il est décédé à Ottawa, en Ontario, à l'âge de 84 ans, à la suite de complications liées à la pneumonie.